# Cmentarz prawosławny w Babicach (stary)
Cmentarz prawosławny w Babicach – nekropolia w Babicach, należąca początkowo do miejscowej parafii unickiej, następnie prawosławnej.

## Historia i opis
Cmentarz został założony ok. 1825 na potrzeby unickiej cerkwi w Babicach jako druga nekropolia we wsi, obok działającej przy świątyni. Został przemianowany na prawosławny w 1842, gdy wyznanie zmieniła cała parafia. W tym samym roku zbudowano na nim drewnianą kaplicę. Piętnaście lat później został znacząco powiększony z powodu potrzeby pochówku licznych ofiar epidemii, która dotknęła Babice. Cmentarz był czynny do I wojny światowej, przez ostatnie trzy lata równolegle z nową nekropolią prawosławną.  

Nekropolia zajmuje teren wydłużonego prostokąta o powierzchni 0,4 ha. Nie ma podziału na kwatery, rów oddziela jedynie część najstarszą od przyłączonej w 1857. Cały teren cmentarza porośnięty jest przez robinie, wiązy, klony, jesiony i graby. Z wzniesionego w 1891 ogrodzenia pozostały jedynie słupy. Zachowało się fragmenty kilkunastu rozbitych i przewróconych pomników nagrobnych z inskrypcjami cerkiewnosłowiańskimi; niektóre to fragmenty krzyży lub płyt z trójkątnymi tympanonami. 

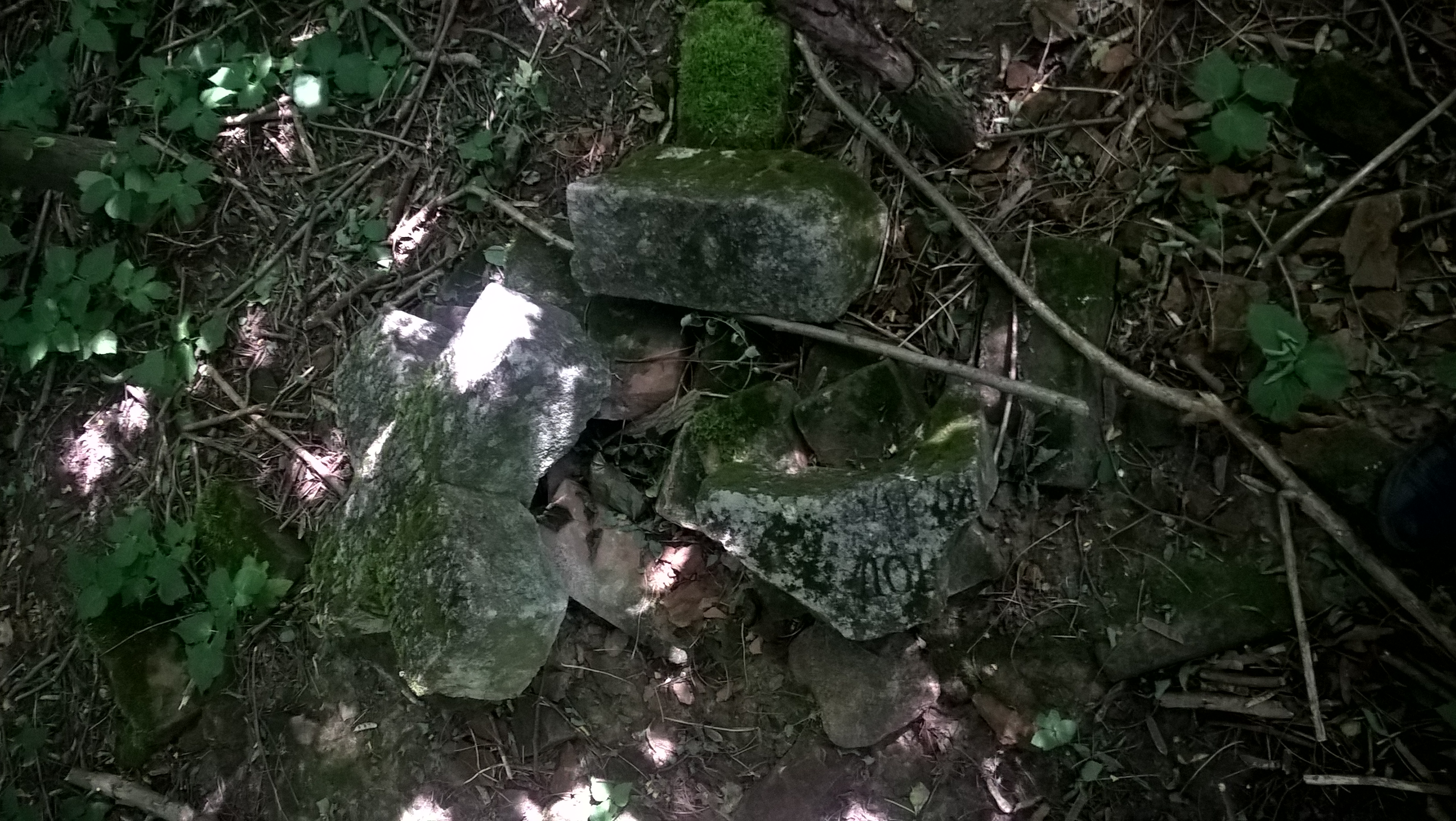
Fragmenty rozbitego nagrobka z krzyżem
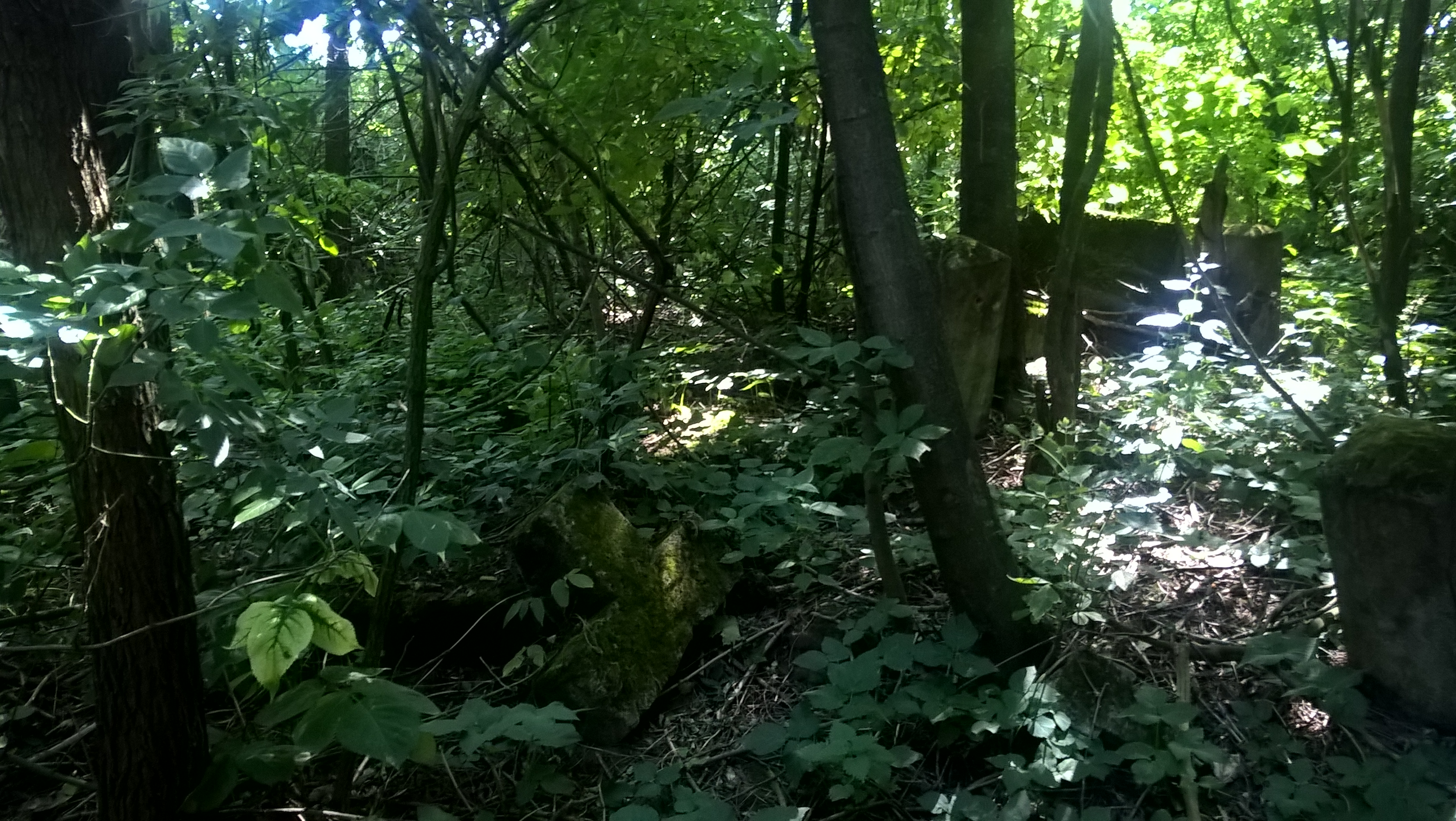
Zniszczone nagrobki
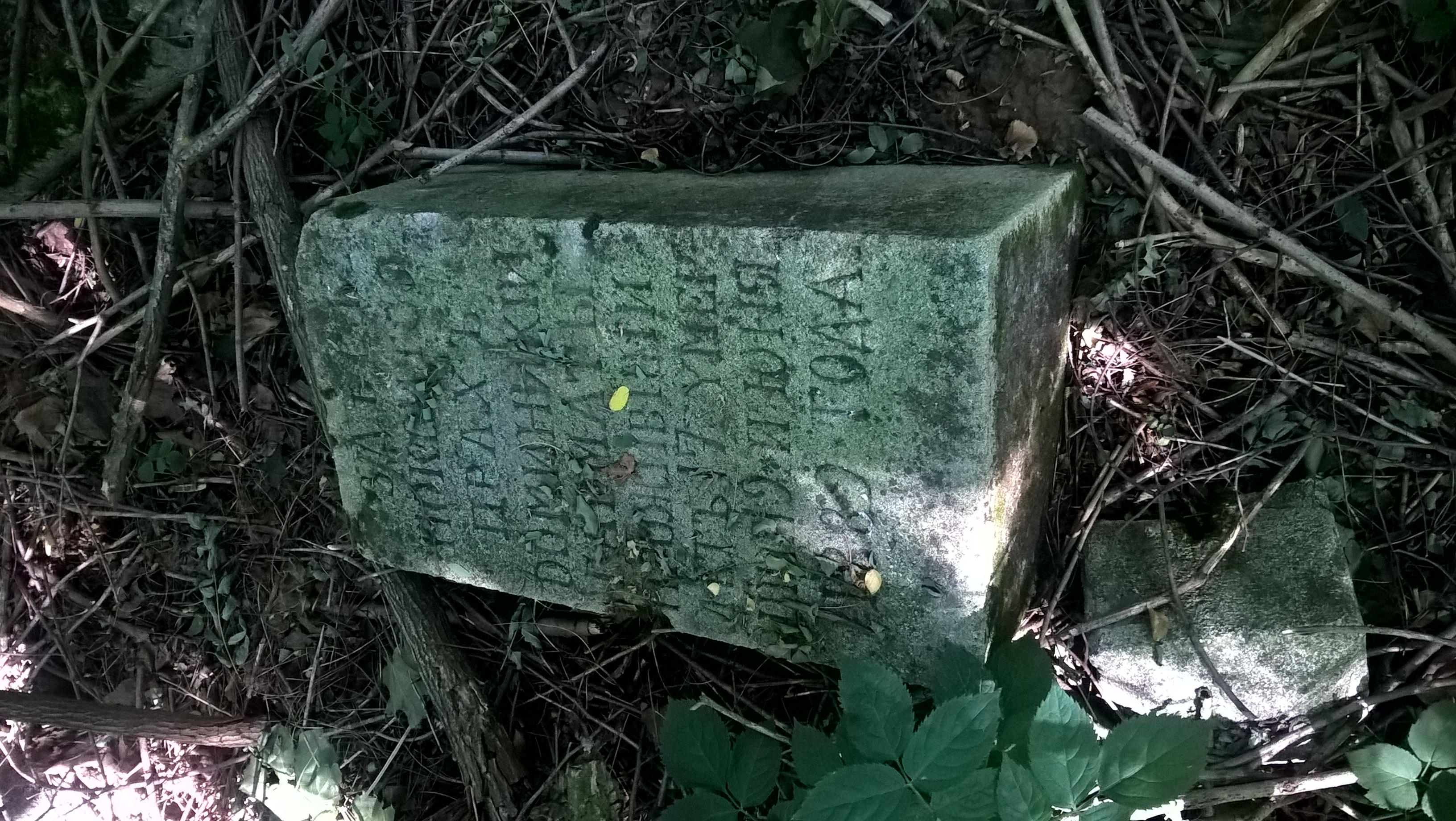
Nagrobek z 1889
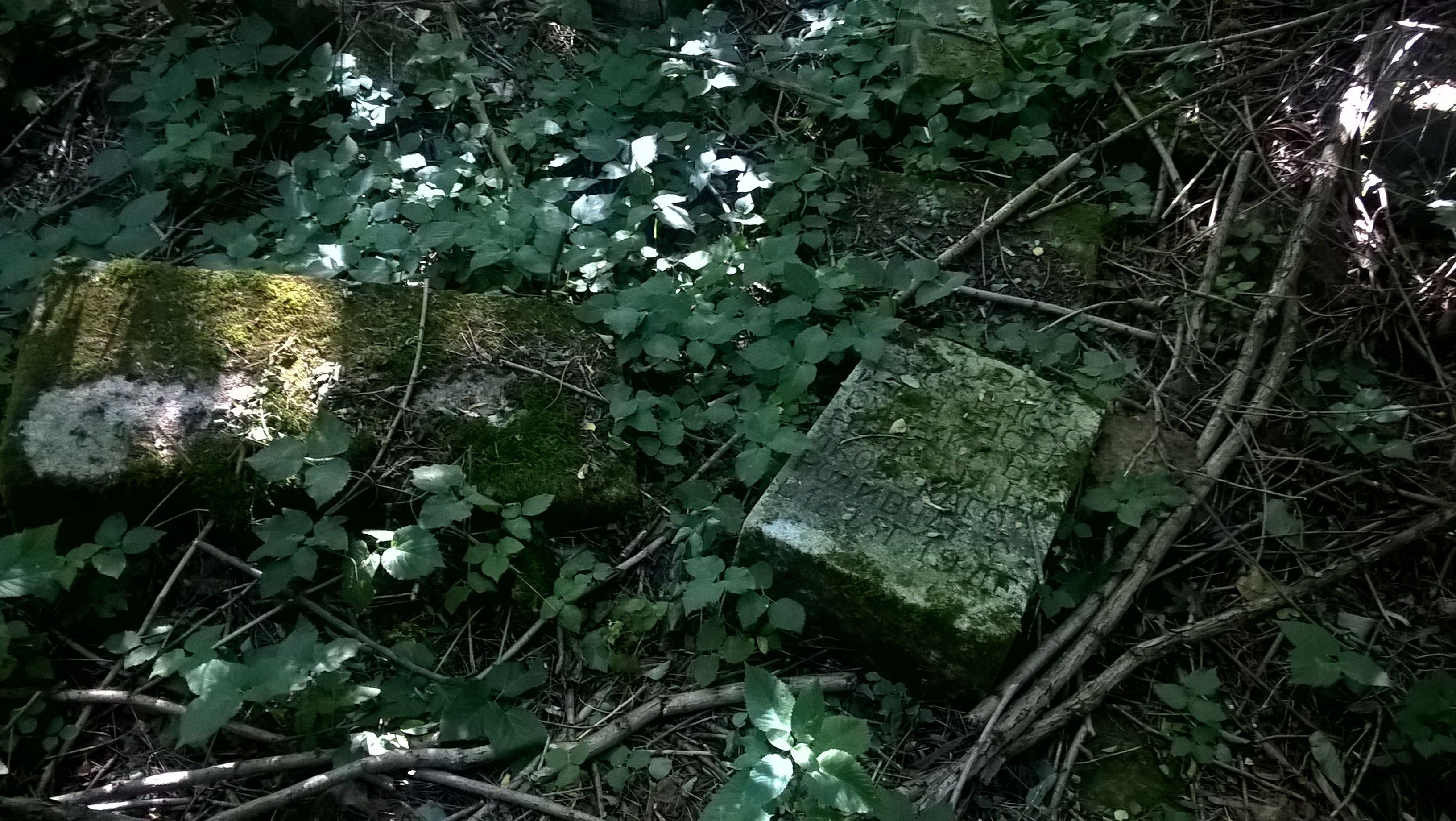
Nagrobki z przełomu XIX/XX w.